# Ганс-Йоахім Марсель
Ганс-Йоахім Марсель (нім. Hans-Joachim Walter Rudolf Siegfried Marseille, 13 грудня 1919, Берлін — 30 вересня 1942, півд. Сіді-Абд-ель-Рама, Єгипет) — німецький льотчик-ас Другої світової війни на прізвисько «Зірка Африки» (нім. Stern von Afrika).

## Життєпис
Народився 13 грудня 1919 року в Шарлоттенбурзі, передмісті Берліна (нині район в західній частині Берліна) в родині нащадків французьких лютеран, які втекли в Німеччину від релігійних переслідувань. Його батько Зіґфрід Марсель був льотчиком під час 1-ї світової війни. Після війни став поліцейським. Воював у складі Вермахту у Другій світовій війні і 1944 року, в званні генерал-майора загинув на Східному фронті. Ледве Марселю виповнилося 18 років, він пішов служити в Люфтваффе, де проявив себе надзвичайно талановитим, але дуже недисциплінованим льотчиком.
Реймонд Ф. Толівер, Тревор Дж. Констебль писали про Марселя, що він:

| «… був анахронізмом. Лицарем, що народився на кілька століть пізніше і бітником, що з'явився на світ років на 16 раніше свого часу». Він поєднував у собі якості безжального, розважливого вбивці і безневинного хіпі. Його коротка військова кар'єра стала легендою…[2] |

## Бойові дії

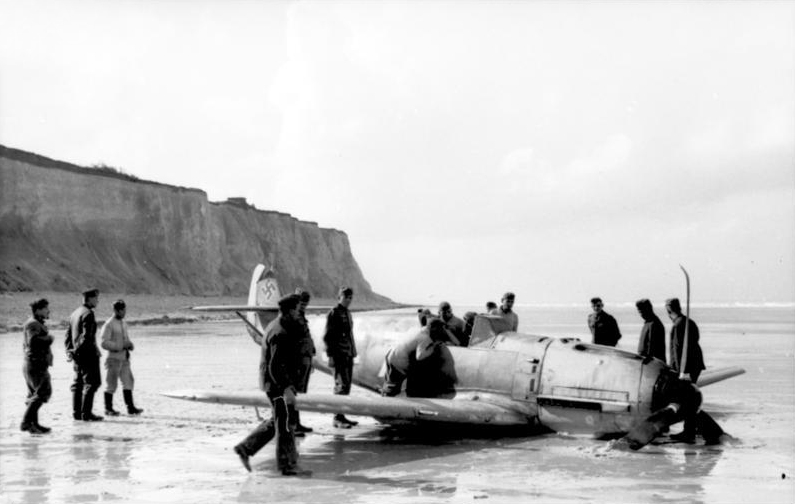
Аварійна посадка літака Марселя Bf 109 E-7; W.Nr. 4091 на Французькому березі 28 вересня 1940

За доволі короткий період (з 24 серпня 1940 по 28 вересня 1940 і 23 березня 1941 по 26 вересня 1942) капітан Марсель отримав 158 персональних перемог і є тридцятим у списку найкращих льотчиків-винищувачів світу. Основні театри бойових дій, в яких він брав участь — Битва за Британію і війна в Північній Африці у складі Німецького Африканського Корпусу.
Під час битви за Англію Йоахім збив 7 літаків супротивника, а самого його за весь період бойових дій збивали щонайменше 4 рази (за іншими даними — 6), але він завжди доводив свій літак до своїх позицій.
6 червня 1942 року за 11 хвилин збив 6 винищувачів P-40 «Томагавк».
1 вересня 1942 — за три вильоти збив 17 літаків королівських ВПС. Це був рекорд за всю історію авіації. Абсолютний рекорд встановив майор Люфтваффе Еміль Ланг, який збив за один день 18 радянських літаків.
Тільки за один вересень 1942 року ним був збитий 61 британський літак. Ніхто за всю історію військової авіації, включаючи фон Ріхтгофена, не зміг досягти цього рекордного результату.
Всього Марсель здійснив 388 бойових вильотів, провівши в повітрі в цілому 482 години і 49 хвилин. Із 158 його перемог 151 припадає на бої в Північній Африці, де ним було збито 101 — американський винищувач P-40 «Томагавк», 30 — британських винищувачів «Харрікейнів», 16 — британських винищувачів «Спітфайрів», 2 — американських середніх бомбардувальників Martin A-30, 1 — британський швидкісний легкий бомбардувальник Bristol Blenheim і 1 — американський легкий бомбардувальник Martin Maryland.

## Тактика ведення бою

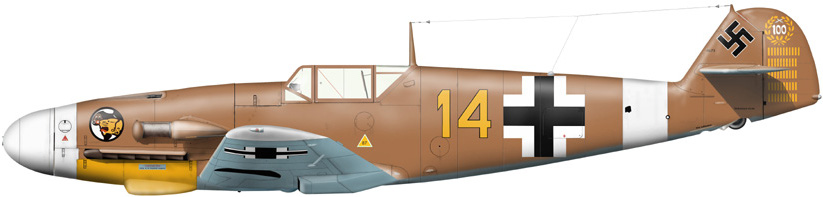
Літак Bf 109 F-4/trop, W.Nr. 8673, на якому воював у Північній Африці Ганс-Йоахім Марсель

На відміну від найрезультативнішого в історії авіації пілота Люфтваффе Еріха Альфреда Гартманна, який майже завжди атакував супротивника із засідки (сліпої зони) і ніколи не ввязувався в прямий бій із супротивником (він використовував правило: «побачив — вирішив — атакував — відірвався»), Ганс-Йоахім Марсель завжди використовував стрімку атаку, не відриваючись від супротивника і не виходячи з бою. Як тільки він бачив, що противник, якого він атакував, був підбитий, Марсель без зволікання кидався на другого супротивника, після нього на третього — не даючи пілотам противника отямитись. Ця тактика пояснює велику кількість збитих літаків противника за малий період часу і до того ж давала велику економію боєзапасу. Він інколи повертався на базу після бою з половиною боєзапасу, збивши при цьому 5-6 машин противника.
Ось що писав про Марселя Гайнц Йоахім Наварра:

| Він заздалегідь знає всі наміри свого супротивника і завдає удару на випередження. Коли він абсолютно впевнений, що його вогонь знищив ворога, Марсель втрачає до нього будь-який інтерес і атакує наступний літак.[2][5] |

## Перемоги над противником
Список повітряних перемог Ганс-Йоахіма Марселя становить 158 літаків противника, збиті ним особисто. З них 7 в Битві за Британію і 151 в Північній Африці.
| № п/п                                              | Дата                                               | Час                                                                                                   | Примітки |
| — 1940 — 3./LG 2; 1. (Jagd)/LG 2 Битва за Британію | — 1940 — 3./LG 2; 1. (Jagd)/LG 2 Битва за Британію | — 1940 — 3./LG 2; 1. (Jagd)/LG 2 Битва за Британію                                                    | — 1940 — 3./LG 2; 1. (Jagd)/LG 2 Битва за Британію |
| -------------------------------------------------- | -------------------------------------------------- | --- | --- |
| 1                                                  | 24 серпня 1940                                     | | Збито: «Харрікейн» над Кентом |
| 2                                                  | 2 вересня 1940                                     | | Збито: «Спітфайр» над с. Детлін, Кент |
| 3                                                  | 11 вересня 1940                                    | 17:05                                                                                                 | Збито: «Спітфайр» над південною Англією |
| 4                                                  | 15 вересня 1940                                    | | Збито: «Харрікейн» над річкою Темза, Англія |
| 5                                                  | 18 вересня 1940                                    | 10:40                                                                                                 | Збито: «Спітфайр» над південною Англією |
| 6                                                  | 27 вересня 1940                                    | | Збито: «Харрікейн» над Лондоном |
| 7                                                  | 28 вересня 1940                                    | | Збито: «Спітфайр» над південною Англією |
| — 1941 — 3./JG 27 Війна в Північній Африці         |                                                    | | |
| 8                                                  | 23 квітня 1941                                     | 12:50                                                                                                 | Збито: «Харрікейн» над Тобруком |
| 9                                                  | 28 квітня 1941                                     | 09:25                                                                                                 | Збито: «Bristol Blenheim» Mk IV над морем на північ від Тобрука. |
| 10 — 11                                            | 1 травня 1941                                      | 09:15 09:25                                                                                           | Збито: два «Харрікейни» на південь від Тобрука |
| 12 — 13                                            | 17 червня 1941                                     | 17:15 18:45                                                                                           | Збито: два «Харрікейни», перший на північний схід від Тобрука, а другий на схід від Сіді Омар.                                                                          |
| 14                                                 | 28 серпня 1941                                     | 18:00                                                                                                 | Збито: «Харрікейн» на північний захід від Сіді Баррані, над морем |
| 15 — 16                                            | 9 вересня 1941                                     | 17:12 17:18                                                                                           | Збито: два «Харрікейни» на південний схід від Бардія |
| 17                                                 | 13 вересня 1941                                    | 17:25}                                                                                                | Збито: «Харрікейн» на південь від Бардія |
| 18                                                 | 14 вересня 1941                                    | 17:46                                                                                                 | Збито: «Харрікейн» на південний схід від Софафі |
| 19 — 23                                            | 24 вересня 1941                                    | 13:30 16:45 16:47 16:51 17:00                                                                         | Збито: один «Martin Maryland» в районі аеродрому Гамбуто і чотири «Харрікейни» в районі Бук Бук                                                                         |
| 24 — 25                                            | 12 жовтня 1941                                     | 08:12 08:15                                                                                           | Збито: Два «P-40s» біля Бір Шеферзан |
| 26                                                 | 5 грудня 1941                                      | 15:25                                                                                                 | Збито: «Харрікейн» |
| 27 — 28                                            | 6 грудня 1941                                      | 12:10 12:25                                                                                           | Збито: два «Харрікейни» на південь від Ель-Адем. |
| 29                                                 | 7 грудня 1941                                      | 09:30                                                                                                 | Збито: «Харрікейн» на захід від Сіді Омар |
| 30                                                 | 8 грудня 1941                                      | 08:15                                                                                                 | Збито: «P-40» на південний схід від Ель-Адем |
| 31                                                 | 10 грудня 1941                                     | 08:50                                                                                                 | Збито: «P-40» на південний схід від Ель-Адем |
| 32                                                 | 11 грудня 1941                                     | 09:30                                                                                                 | Збито: «P-40» на південний схід від Тімімі |
| 33 — 34                                            | 13 грудня 1941                                     | 16:00 16:10                                                                                           | Збито: два «P-40s» на північний схід від Мартуба і північний схід від Тімімі                                                                                            |
| 35 — 36                                            | 17 грудня 1941                                     | 11:10 11:28                                                                                           | Збито: два «P-40s» на захід-північний-захід від Мартуба і південний-схід від Дерна                                                                                      |
| — 1942 — 3./JG 27 Війна в Північній Африці         |                                                    | | |
| 37 — 40                                            | 8 лютого 1942                                      | 08:22 08:25 14:20 14:30                                                                               | Збито: чотири «P-40s» на північний-схід-схід від Мартуба, на північ від Мартуба, на північний-захід від Бомба Бай і над морем на північний-схід від затоки Бомба        |
| 41 — 44                                            | 12 лютого 1942                                     | 13:30 13:32 13:33 13:36                                                                               | Збито: три «P-40s» і один «Харрікейн» на північний захід від Тобрука |
| 45 — 46                                            | 13 лютого 1942                                     | 09:20 09:25                                                                                           | Збито: два «Харрікейни» на південний схід від Тобрука |
| 47 — 48                                            | 15 лютого 1942                                     | 13:00 13:03                                                                                           | Збито: два «P-40s» на південний захід від аеродрому Гамбуто |
| 49 — 50                                            | 21 лютого 1942                                     | 12:10 12:18                                                                                           | Збито: два «P-40s» на захід від Форт Акрома |
| 51 — 52                                            | 27 лютого 1942                                     | 12:00 12:12                                                                                           | Збито: два «P-40s» на північний схід-схід від Форт Акрома |
| 53 — 54                                            | 25 квітня 1942                                     | 10:06 10:09                                                                                           | Збито: два «P-40s» на північ від Айн-ель-Газала і над морем на північ від Айн-ель-Газала                                                                                |
| 55 — 56                                            | 10 травня 1942                                     | 09:13 09:15                                                                                           | Збито: два Mk I «Харрікейн» на південний схід від аеродрому Мартуба |
| 57 — 58                                            | 13 травня 1942                                     | 10:10 10:15                                                                                           | Збито: два «P-40s» на південний схід від Айн-ель-Газала і за Газала Бей                                                                                                 |
| 59 — 60                                            | 16 травня 1942                                     | 18:05 18:15                                                                                           | Збито: два «P-40s» на схід від Айн-ель-Газала і на схід від Форт Акрома                                                                                                 |
| 61 — 62                                            | 19 травня 1942                                     | 07:20 07:30                                                                                           | Збито: два «P-40s» на південь і південний захід від Форт Акрома |
| 63 — 64                                            | 23 травня 1942                                     | 11:05 11:06                                                                                           | Збито: два Дуглас А-20 «Хевок» на південний схід від гавані Тобрука |
| 65                                                 | 30 травня 1942                                     | 06:05                                                                                                 | Збито: «P-40» на північний захід від Ель-Адем |
| 66 — 68                                            | 31 May 1942                                        | 07:26 07:28 07:34                                                                                     | Збито: Три «P-40s», два на захід від Бір-ел-Гармат і один на південний захід від Форт Акрома                                                                            |
| 69                                                 | 1 червня 1942                                      | 19:15                                                                                                 | Збито: «P-40» на схід-північний-схід від Ель-Чеймар |
| 70 — 75                                            | 3 червня 1942                                      | 12:22 12:25 12:27 12:28 12:29 12:33                                                                   | Збито: шість винищувачів «Р-40» на захід від Бір-Хакейма |
| 76 — 77                                            | 7 червня 1942                                      | 16:10 16:13                                                                                           | Збито: два «P-40s» на південний захід і північний схід від Ель-Адем |
| 78 — 81                                            | 10 червня 1942                                     | 07:35 07:41 07:45 07:50                                                                               | Збито: чотири «P-40s» біля Мтейфел Чебір |
| 82 — 83                                            | 11 червня 1942                                     | 16:25 16:35                                                                                           | Збито: один «P-40» на південний схід від Форт Акрома і один «Харрікейн» на північний захід від Ель-Адем                                                                 |
| 84 — 87                                            | 13 червня 1942                                     | 18:10 18:11 18:14 18:15                                                                               | Збито: чотири P-40s і один «Харрікейн» поблизу Ель-Адем |
| 88 — 91                                            | 15 червня 1942                                     | 18:01 18:02 18:04 18:06                                                                               | Збито: чотири Р-40 поблизу Ель-Адем |
| 92 — 95                                            | 16 червня 1942                                     | 18:02 18:10 18:11 18:13                                                                               | Збито: один «Харрікейн» і три «P-40» поблизу Ель-Адем |
| 96 — 101                                           | 17 червня 1942                                     | 12:02 12:04 12:05 12:08 12:09 12:12                                                                   | Збито: шість літаків за сім хвилин (три «Р-40», два «Харрікейни» і один «Спітфайр») над Гамбуто                                                                         |
| 102 — 104                                          | 31 серпня 1942                                     | 10:03 10:04 18:25                                                                                     | Збито: два «Харрікейни», на південь-південний-схід від Ель-Аламейна вранці і один «Спітфайр» на схід від Алам Халф о 18:25                                              |
| 105 — 121                                          | 1 вересня 1942                                     | 08:26 08:28 08:35 08:39 10:55 10:56 10:58 10:59 11:01 11:02 11:03 11:05 17:47 17:48 17:49 17:50 17:53 | Збито: 17 літаків з трьох окремих вильотів (16 «P-40» і один «Спітфайр») над Ель Такуа, Алам Хальфа і Дейр-ель Рагхат                                                   |
| 122 — 126                                          | 2 вересня 1942                                     | 09:16 09:18 09:24 15:18 15:21                                                                         | Збито: два «P-40s» і один «Спітфайр» на південь від Імауід (вранці) і два «P-46» на південний-схід від Ель-Аламейна (в день)                                            |
| 127 — 132                                          | 3 вересня 1942                                     | 07:20 07:23 07:28 15:08 15:10 15:42                                                                   | Збито: два «Спітфайри» і один «Р-46» поблизу Ель-Хамам (рано вранці), два «Р-40» поблизу Ель Імауід і один «Р-46» на південний-південний-схід від Ель-Аламейна (в день) |
| 133 — 136                                          | 5 вересня 1942                                     | 10:48                                                                                                 | Збито: чотири літаки (три «Спітфайри» і один «Р-46») поблизу Рувейсат і Ель Такуа                                                                                       |
| 133 — 136                                          | 5 вересня 1942                                     | 10:49 10:51 11:00                                                                                     | Збито: чотири літаки (три «Спітфайри» і один «Р-46») поблизу Рувейсат і Ель Такуа                                                                                       |
| 137 — 140                                          | 6 вересня 1942                                     | 17:03 17:14 17:16 17:20                                                                               | Збито: три «P-46» і один «Спітфайр» поблизу Ель-Аламейна |
| 141 — 142                                          | 7 вересня 1942                                     | 17:43                                                                                                 | Збито: два «P-46» поблизу Ель-Аламейна і Ель-Хамам |
| 141 — 142                                          | 7 вересня 1942                                     | 17:45                                                                                                 | Збито: два «P-46» поблизу Ель-Аламейна і Ель-Хамам |
| 143 — 144                                          | 11 вересня 1942                                    | 07:40 07:42                                                                                           | Збито: два «Р-46» на південний схід від Ель-Аламейна і захід-південний захід від Ель-Імаїд                                                                              |
| 145 — 151                                          | 15 вересня 1942                                    | 16:51 16:53 16:54 16:57 16:59 17:01 17:02                                                             | Збито: сім літаків (п'ять «Р-40» і два «Р-46») за 11 хвилин на південний захід від Ель-Аламейна                                                                         |
| 152 — 158                                          | 26 вересня 1942                                    | 09:10 09:13 09:15 09:16 16:56 16:59 17:10                                                             | Збито: сім літаків (один «Р-40» і шість «Спітфайрів») поблизу Ель-Аламейна, Ель-Імаїд і на південь від Ель-Хамам                                                        |

|  | Це означає, що доповідь про результати бою відсутня в Німецькому Національному архіві                                                |
|  | Це означає, що австралійський історик Рассел Браун (автор книги «Воїни Пустелі») висловив сумніви щодо правдивості тверджень Марселя |

## Нагороди

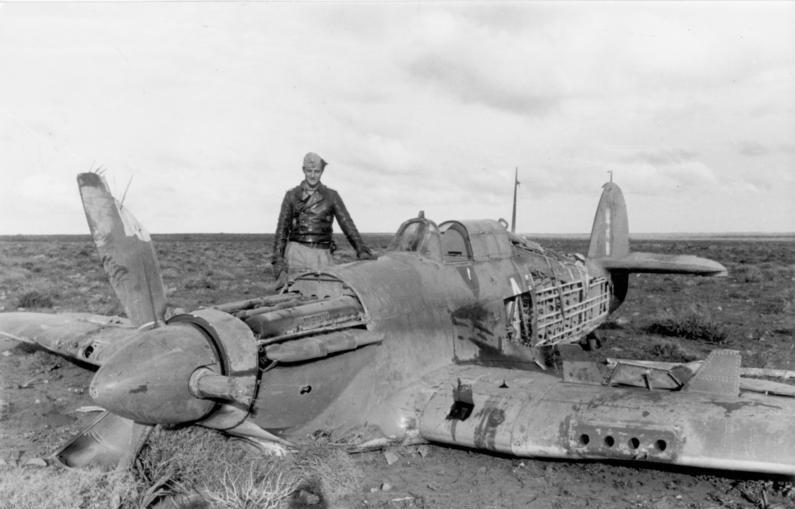
Північна Африка. Ганс-Йоахім Марсель біля збитого ним літака типу Харрікейн

За роки служби в Люфтваффе Марсель здобув наступні нагороди Німеччини та інших країн: 
- кавалер Залізного хреста II класу (вересень 1940);
- кавалер Залізного хреста I класу (листопад 1940);
- кавалер ордена Німецький Золотий хрест (24 листопада 1941);
- кавалер Лицарського хреста Залізного хреста (22 лютого 1942);
- кавалер Лицарський хрест Залізного хреста з дубовим листям № 97 (6 червня 1942)
- Золота медаль за військову доблесть (Італія) (6 червня 1942);
- кавалер Лицарський хрест Залізного хреста з дубовим листям та мечами № 12 (18 червня 1942)
- кавалер Лицарського хреста Залізного хреста з дубовим листям, мечами та діамантами № 4 (3 вересня 1942).

Інші нагороди:
- Комбінований Знак Пілот-Спостерігач 1-го ступеня у золоті з діамантами;
- Почесний Кубок Люфтваффе
- Золота авіаційна планка Люфтваффе з підвіскою «300»
- Кинджал честь армії;
- Італійський знак авіатора.

## Загибель і пам'ять
Ганс-Йоахім Марсель трагічно загинув 30 вересня 1942 року в результаті технічної несправності літака. Невдала спроба вистрибнути з парашутом з винищувача, який утратив керування, призвела до сильного удару пілота об хвостове оперення літака і пошкодження парашута, від чого він не розкрився.
Марсель був похований за чотири милі на південь від Сіді-Абд-ель-Рахмана, на тому самому місці, де він розбився. 1954 року його прах перепоховали на німецькому меморіальному кладовищі «Гарденс» у Тобруці (Лівія), а на місці загибелі пілота встановили пам'ятний знак у вигляді піраміди.
На Меморіалі сім'ї Рейтер-Марсель на кладовищі Alt-Шенеберг у Берліні є такий напис (ліва сторона):
| Hauptmann                                         |  | Капітан                                                     |
| Hans-Joachim Marseille                            |  | Ганс-Йоахім Марсель                                         |
| Inh. d. Eichenlaubs m. Schwertern                 |  | Кавалер Лицарського хреста                                  |
| u. Brillanten zum Ritterkreuz                     |  | з дубовим листям, мечами та діамантами                      |
| Der höchsten Ital. Tapferkeitsmedaille            |  | Золотої італійської медалі за військову доблесть            |
| in Gold u.a. Auszeichnungen                       |  | та інших нагород                                            |
| Geb. 13.12.1919 gef. i. Derna i. Afrika 30.9.1942 |  | Нар. 13.12.1919 — загинув поблизу Дерна в Африці 30.09.1942 |

Перебуваючи в радянському полоні, найкращий ас за всю історію авіації Еріх Гартманн на мимовільний вигук захоплення офіцера НКВД: «Але тоді ти є найкращим асом Німеччини!» — відповів:

| «Так. Але я збивав тільки російські літаки і всього кілька американських машин. На Західному Фронті пілот на ім'я Марсель збив 150 британських літаків. У наших ВПС один британський літак прирівнюється до 3 російських. Так що найкращим винищувачем є Марсель, а не я».[13] |
Двадцять п'ять років після смерті Марселя, льотчики, ветерани Другої світової війни зібралися на його честь на «Міжнародній зустрічі льотчиків-винищувачів» 7—8 жовтня 1967 року в Фюрстенфельдбруці (Баварія). Участь у цій зустрічі взяли льотчики-винищувачі із шести різних країн, у тому числі Еріх Гартманн (Німеччина), Роберт Стенфорд Туск (Велика Британія), Адольф Галланд (Німеччина), Гюнтер Ралль (Німеччина) і Майкл Мартін, який був збитий Марселем 3 червня 1942 року. Почесними гостями на цьому зібранні були мати Марселя, фрау Шарлотта Рейтер-Марсель і його колишня наречена Ганне-Лієс.

## Кінематограф
1957 року режисер Альфред Вайденманн зняв кінострічку «Зірка Африки» (Der Stern von Afrika). У головній ролі, Ганса-Йоахіма Марселя, знявся німецький актор Йоахім Гансен.